# Lonnie Glosson
Lonnie (Marvin) Elonzo Glosson (* 14. Februar 1908 in Judsonia, Arkansas; † 2. März 2001 in Searcy, Arkansas) war ein US-amerikanischer Old-Time- und Country-Musiker sowie Mundharmonika-Spieler. Glosson hatte vor allem in den 1930er- und 1940er-Jahren eine vielschichtige Karriere als Musiker, Songschreiber und Geschäftsmann.

## Leben

### Kindheit und Jugend
Lonnie Glosson wurde 1908 im White County, Arkansas, der einfach lebenden George H. und Cora Busby Glosson geboren. Glossons Großeltern wanderten in den 1850er-Jahren von North Carolina nach Arkansas, wo sie schließlich blieben. Glosson selbst kaufte sich, nachdem er sich auf den Baumwollfeldern das Geld verdient hatte, seine erste Mundharmonika als Kind; seine Mutter brachte ihm danach den Song Home Sweet Home bei. Glossons Bruder Buck wurde ebenfalls Musiker. Glosson änderte seinen zweiten Vornamen „Marvin“ später in „Elonzo“ um, da er ursprünglich nach einem unliebsamen Onkel benannt wurde.

### Karriere
Als junger Mann begann Glosson, durch die Lande zu ziehen und trat in Friseursalons, an Straßenecken und im Radio auf. Seine Radiokarriere begann in 1925 bei KMOX in St. Louis, Missouri. 1930 schloss er sich dem Ensemble der Sendung National Barn Dance an, die von WLS in Chicago gesendet wurde. Die Show wurde in den nächsten Jahren zu einer der populärsten Country-Shows im Lande und Glosson traf dort auch Gene Autry, der zu dieser Zeit ebenfalls seine Karriere als Jimmie-Rodgers-Imitator begann. Als Autry Anfang der 1930er-Jahre nach Los Angeles ging, um eine Karriere als Schauspieler einzuschlagen, ging Glosson mit ihm, kehrte kurz danach aber wieder zurück.
Glosson machte seine ersten Aufnahmen in den frühen 1930er-Jahren für Broadway Records. Sein Repertoire bestand schon damals aus verschiedenen Genres wie Old-Time Music, Blues und Gospel – vornehmlich aber Old-Time. Durch die 1930er-Jahre hindurch trat Glosson zusammen mit seiner Band, der Sugar Creek Gang, bei unzähligen Radiosendern auf, darunter WHAS, WWVA, KWKH und KRLD. Auch Aufnahmen für Conqueror Records wurden in dieser Zeit gemacht – erwähnenswert ist hier die Single Fox Chase / Arkansas Hard Luck Blues. Letzterer wird von Musikexperten als einer der ersten „Talking Blues“ bezeichnet, später von Künstlern wie Woody Guthrie bekannt gemacht.
Ende der 1930er-Jahre begann Glosson musikalische Partnerschaft mit einem anderen Mundharmonika-Spieler, Wayne Raney. Mit Raney hatte er 1938 eine Show auf KARK in Little Rock und später auch eine national gesendete Show auf WCKY. Zudem waren sie auch in Mexiko auf XEPN und XERA zu hören. In den 1940er-Jahren war er Mitglied des WSB Barn Dance aus Atlanta und arbeitete mit anderen Stars wie Merle Travis, Grandpa Jones und den Delmore Brothers zusammen. Glosson spielte unter anderem auf Blues Stay Away from Me der Delmores. Mit Wayne Raney verkaufte er über den Versandhandel Mundharmonikas und Anleitungen zum Spielen, die sich millionenfach verkauften.
1949 hatte Glosson zusammen mit Raney seinen einzigen großen Hit. Why Don’t You Haul Off and Love Me, aufgenommen für King Records, erreichte den ersten Platz der Billboard Country-Charts. Glossons Solo-Platten, vor allem Ende der 1940er- und Anfang der 1950er-Jahre für Mercury Records und Decca Records, orientierten sich stark am Hillbilly Boogie, einer Form der Country-Musik mit Elementen des Boogie Woogie.
Glossons Popularität nahm in den folgenden Jahren langsam ab und er widmete sich in dieser Zeit vermehrt dem Gospel. In den 1960er-Jahren hatte Glosson auf KFSA in Fort Smith seine eigene Fernsehshow, die Uncle Lonnie Show, und war in den 1970er-Jahren auch in der Country-Comedy-Show Hee Haw zu sehen. Er trat später weiterhin auf, hauptsächlich in Schulen, und war musikalisch bis ins hohe Alter hinein aktiv. Er war seit 1931 mit Ruth Moore verheiratet, mit der er sechs Kinder hatte. Glosson starb am 2. März 2001 im Alter von 93 Jahren. Er wurde in Kensett, Arkansas, beigesetzt.

## Diskografie

### Singles
Diskographie ist nicht vollständig.
| Jahr                | Titel                                                                                                  | #       | Anmerkungen                 |
| ------------------- | --- | ------- | --------------------------- |
| Broadway Records    | |         |                             |
| 1932                | The Fox Chase / Fast Train Blues                                                                       |         |                             |
| Conqueror Records   | |         |                             |
| 1936                | Lonnie’s Fox Chase / Arkansas Hard Luck Blues                                                          | 8732    |                             |
| Mercury Records     | |         |                             |
| 1947                | Lost John / What Is a Mother’s Love                                                                    | 6057    |                             |
| 1948                | Ole Mother Nature / Talk of Peace                                                                      | 6074    |                             |
| 1948                | I Don’t Know Why I Love You / West Bound Rocket                                                        | 6109    |                             |
| 1948                | Now My Darling Doesn’t Care / The Fox Chase Boogie                                                     | 6142    |                             |
| 1949                | You’ll Miss Your Dear Ole Daddy / It'll Make a Change in Business                                      | 6197    |                             |
| 1951                | Mother’s Voice / That Naggin’ Wife of Mine                                                             | 6345    |                             |
| DSL Records         | |         |                             |
| 1948                | Mama Blues / Fox Chase                                                                                 | 101     |                             |
| 1948                | Fast Train Blues / Lost John                                                                           | 102     |                             |
| Decca Records       | |         |                             |
| 1949                | Down at the Burying Ground / I’ve Got the Jitters Over You                                             | 46190   |                             |
| 1950                | Trouble Ain’t Nothin’ / Pan American Boogie                                                            | 46215   |                             |
| 1950                | Del Rio Blues / Steel Guitar Rag                                                                       | 46227   |                             |
| 1951                | I Want You to Know That I Love You / Till the Cow Comes Home                                           | 46361   |                             |
| Promotional Records | |         |                             |
| 1964                | EP: Harmonica Instrumental - Cat Chase Fight - Lonesome Boy - Green Valley Waltz - Bon-a-Parte Retreat | SEP-101 |                             |
| Rimrock Records     | |         |                             |
| 1976                | For Christmas Give Jesus Your Soul / Widows and Orphans                                                | LG-265  | möglicherweise nur ein Demo |

### Alben
- 19??: The Living Legend Lonnie Glosson - His Guitar and Harmonica (Rimrock)